# Museu Gandhi
Museu Gandhi ou Museu Memorial Gandhi é um  museu localizado em Nova Deli, Índia. O museu expõe a vida e os princípios de Mahatma Gandhi. Abriu em Bombaim logo após o assassinato de Gandhi em 1948.
O museu teve ainda várias localizações até em 1961 abrir junto ao Raj Ghat em Nova Deli.